# Ástures

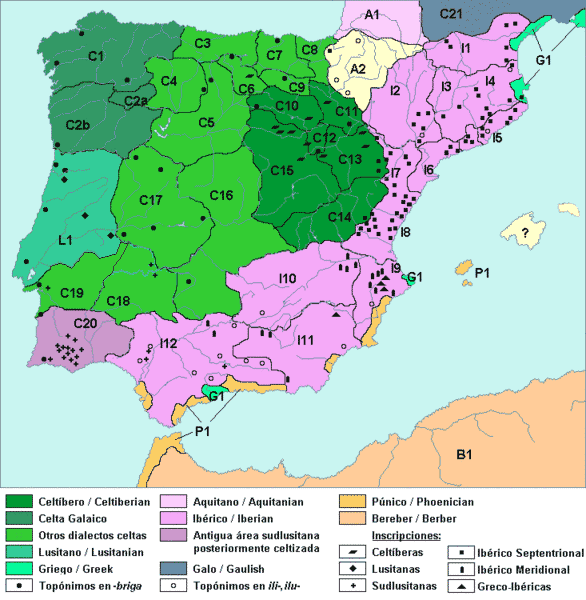
Povos e pré-romanos da Península Ibérica

Ethnographic Iberia 200 BCE-es

Os Ástures eram um povo da Antiguidade que habitava o Norte da Península Ibérica. A filiação linguística permanece ainda na dúvida, embora se verifique a presença de termos relacionados com o grupo céltico indoeuropeu.
O seu território compreendia aproximadamente as actuais províncias de Astúrias, Leão, Lugo e Ourense orientais e norte de Zamora ou nordeste de Portugal. Considera-se que a origem e formação desta cultura está radicada, entre outros aspectos, na mistura de um povo autóctone - de origem desconhecida - com a chegada de um grupo populacional da zona centro-europeia. Não obstante, a etnicidade deste grupo de comunidades permanece dúbio, sendo que a maioria dos investigadores contemporâneos tendem a considerar que a denominação "ástures" se tratasse meramente de um convencionalismo empregue pelos romanos aquando da sua chegada ao noroeste peninsular, durante o século I a.C..
Será, portanto, mais preciso cingir-se o estudo a grupos de comunidades locais, organizados ao longo de vales e unidades territoriais menores, conforme se confirmam nas singularidades presentes nas decorações cerâmicas da Idade do Ferro, que denotam particularidades comarcais.

## Etimologia
É provável que o etnónimo Astures, Estures ou Stures, designasse, ao início, um dos muitos povos que, por afinidade cultural, constituíram a tribo dos ástures, passando posteriormente - e, por extensão - a usar-se para denominar todo o conjunto de povos, tal como ocorreu entre os Galaicos.
De qualquer forma, não parecem restar dúvidas de que os ástures terão recebido este nome enquanto habitantes das margens do rio Astura (nome romano do actual rio Esla).
Existe também outra hipótese: Astura pode advir do basco asturu (sorte), aztikeria (magia), aztura (costume) e, nesse caso, tornar-se-ia originalmente numa designação dos Bascos para os Celtas, ou para a região que estes ocupavam.
Nos últimos anos, o etnónimo parece ter sido estudado por outros autores que dizem que o nome de ástures ou Austures significa "os do leste", "os do nascentes" ou "os de oriente". O seu nome derivaria da palavra celta "ASTURA" com o significado de "nascente", "aurora", proveniente à sua vez do indoeuropeu "austera". "ASTURA" seria homólogo do germânico comum "Austro" (do qual deu em anglo-saxônico "Eastre" ou "Eostre") teónimo relacionado com "austro" -para leste- e "austo -no leste- (em inglês "east").

## Tribos ástures

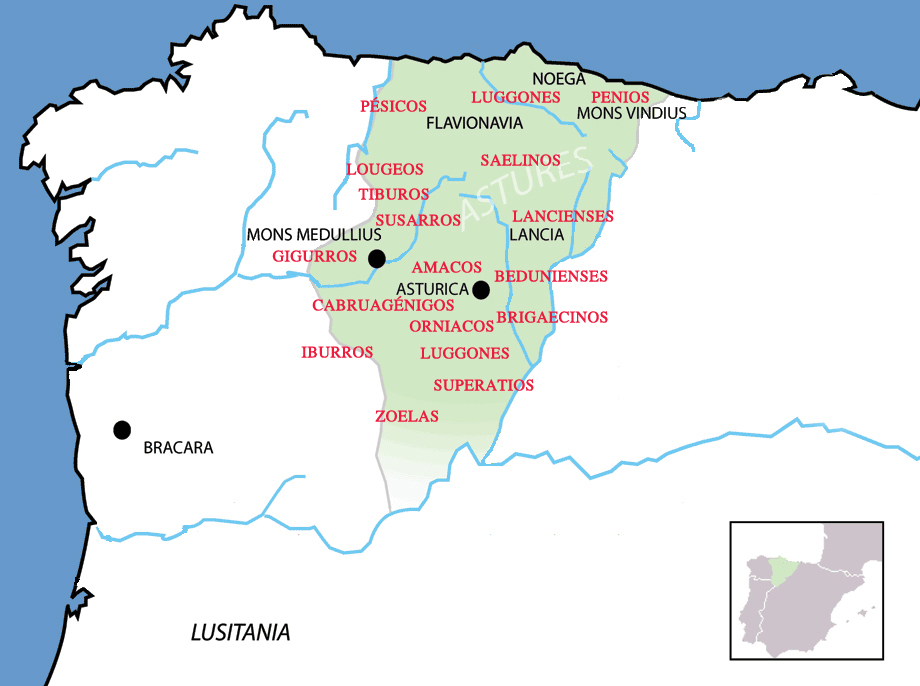
Convento Asturicense

Escritores romanos, como Plínio, o Velho e Mela, e gregos, como Estrabão, falam-nos de dois grupos principais separados pela Cordilheira Cantábrica: os Ástures augustanos ou cismontanos, com capital em Astúrica Augusta (actual Astorga), cujos domínios se estendiam até ao Douro, e os Ástures transmontanos, que habitavam entre o rio Sela e o Návia.
Plínio, o Velho cita 22 povos no Convento Asturicense e uma população de cerca de 240.000 pessoas; Ptolomeu, por seu lado, fala de 21 cidades e 10 povos:

### Transmontanos
- Lugões: existem duas possíveis localizações, uma fronteiriça com os Cântabros (ainda hoje se conserva inalterado o topónimo Lugões na povoação situada próximo de Oviedo) e outra no Sul da província de Leão.
- Pésicos: ocupavam o litoral asturiano entre os rios Návia e Narcea e tinham a capital estabelecida em Flavionavia (próxima à actual Navia).

### Augustanos ou cismontanos
- Amacos: na região de Astorga.
- Bedunienses ou Bedúnios: ao redor de Bedúnia, em San Martín de Torres próximo a La Bañeza.
- Brigencinos: ao norte de Brigécio, actual Benavente. Segundo diversos autores, a sua traição contra os restantes povos Ástures teve um importante papel na vitória de Roma.
- Gigurros: ocupavam a zona oriental da actual Ourense e sudoeste de El Bierzo, na actual província de Leão.
- Lancienses: situados muito próximo da actual cidade de Leão, com capital estabelecida em Lância. A derrota de Lância não supôs o final das guerras contra Ástures e Cântabros, já que estes se foram retirando para os terrenos abruptos do Norte, onde resistiram contra os Romanos.
- Orniacos ou Orniacos: ocupavam a bacia do rio Duerna, a Sul de Astorga.
- Selinos, Selmas ou Selmares: ocupavam a zona de Pajares, com capital em Nardírio.
- Superatos: na zona Norte da província de Zamora.
- Tiburos: estabelecidos na comarca de Puebla de Trives.
- Zelas: ocupariam a actual zona fronteiriça entre Zamora e Trás-os-Montes, com capital em Curunda.

## Geografia e localização

### Classificação nas Astúrias quanto à situação geográfica
| Ocidente                         | Oriente                                | Centro             |
| -------------------------------- | -------------------------------------- | ------------------ |
| - Albiões - Cibarcos - Egobarros | - Orgenomescos - Salenos - Vadinienses | - Pésicos - Lugões |

## Religião
A maioria de suas tribos, como os Lugões, adoravam o deus celta Lug, e referências a outros deuses celtas como Taranis ou Belenos ainda permanecem na toponímia dos lugares habitados pelos Ástures. Eles podem ter venerado a divindade Busgosu.

## Romanização
Agregados à província Hispânia Tarraconense, a assimilação da região das Astúrias no mundo romano foi um processo lento e perigoso, com o seu povo parcialmente romanizado mantendo a língua celta, religião e muito de sua cultura ancestral ao longo do período imperial romano. Isto incluiu suas tradições marciais, o que lhes permitiu fornecer o exército romano com unidades de cavalaria auxiliares (Alas), que participaram da invasão da Britânia do imperador Cláudio em 43-60. No entanto, evidências epigráficas na forma de uma estela votiva inscrita por um Prímpilo Centurião da Legio VI Victrix condecorado por bravura em ação confirma que os Ástures encenaram uma revolta em 54 d.C., fazendo uma viciosa guerra de guerrilha - não registrada pelas fontes antigas - que duraram 14 anos, mas a situação finalmente se acalmou por volta do ano 68. Incrivelmente, eles ainda desfrutaram de um breve renascimento durante as invasões germânicas do final do século IV dC, até serem posteriormente invadidos e absorvidos pelo Reino Visigótico no início do século VI.